# ラッセル (小惑星1762番)
ラッセル (1762 Russell) は小惑星帯に位置する小惑星。1953年10月8日、インディアナ小惑星計画 (Indiana Asteroid Program) によりゲーテ・リンク天文台で発見された。
アメリカ合衆国の天文学者で、ヘルツシュプルング・ラッセル図を提案した事で知られるヘンリー・ノリス・ラッセルに因んで命名された。